# Najjār Deh
Najjār Deh (persiska: نجار ده) är en ort i Iran.   Den ligger i provinsen Mazandaran, i den norra delen av landet, 100 km norr om huvudstaden Teheran. Najjār Deh ligger 7 meter över havet och antalet invånare är 659.
Terrängen runt Najjār Deh är varierad. Runt Najjār Deh är det ganska tätbefolkat, med 80 invånare per kvadratkilometer. Närmaste större samhälle är Nowshahr, 8,0 km nordväst om Najjār Deh. I omgivningarna runt Najjār Deh växer i huvudsak blandskog.